# István Klimek
István Klimek (15 aprile 1913 – 12 novembre 1988) è stato un calciatore rumeno, di ruolo attaccante.